# Euphorbia excelsa
Euphorbia excelsa ist eine Pflanzenart aus der Gattung Wolfsmilch (Euphorbia) in der Familie der Wolfsmilchgewächse (Euphorbiaceae).

## Beschreibung
Die sukkulente Euphorbia excelsa bildet bis 10 Meter hohe oder noch höhere Bäume aus. Der bis 25 Zentimeter im Durchmesser große Stamm trägt eine Krone aus ausgebreitet stehenden Zweigen, die aufsteigend sind. Die oft vierkantige Zweige werden 1 Meter lang und verzweigen sich weiter. Sie sind durch Einschnürungen in längliche Abschnitte aufgeteilt. Diese sind 15 Zentimeter lang und 3 Zentimeter breit. Die Kanten der Zweige sind fast gerade. Die bis 1 Zentimeter großen Dornschildchen sind zu einem Hornrand verwachsen. Es werden Dornen bis 8 Millimeter Länge ausgebildet.
Der Blütenstand besteht aus einzelnen Cymen mit vier seitlichen Cyathien. Er ist ein- bis zweifach gegabelt und nahezu sitzend. Die Cyathien erreichen einen Durchmesser von 5 Millimeter. Die elliptischen Nektardrüsen sind gelb gefärbt und stoßen aneinander. Die stumpf gelappte Frucht wird etwa 5 Millimeter lang und 9 Millimeter breit. Sie befindet sich an einem 5 Millimeter langen Stiel. Der eiförmige Samen wird 3 Millimeter lang und 2,5 Millimeter breit. Er hat eine glatte Oberfläche.

## Verbreitung und Systematik
Euphorbia excelsa ist in der südafrikanischen Provinz Mpumalanga auf Böschungen in Flusstälern verbreitet.
Die Erstbeschreibung der Art erfolgte 1941 durch Alain Campbell White, Robert Allen Dyer und Boyd Lincoln Sloane.